# So This Is Washington
So This Is Washington ist ein US-amerikanischer Film in Schwarzweiß von 1943. Es ist der vierte Film des Komikerduos Lum and Abner. Regie führte Ray McCarey nach einem Drehbuch von Leonard Praskins und Roswell Rogers.

## Handlung
Wegen einer Radioansage, in der Chester W. Marshall die Bevölkerung aufruft, Erfindungen dem Kriegsministerium zur Verfügung zu stellen, erkennen die Ladenbesitzer Lum Abner und Abner Peabody aus Pine Ridge, Arkansas, dass die von Abner erfundene Lakritze zwar nicht essbar ist, sich aber wie Kunstgummi verhält. Sie bitten Grandpappy Spears, den Laden zu führen und reisen nach Washington, um Marshall ihre Erfindung vorzuführen. Dort sind aber alle Hotelzimmer und auch sonst alles, was auch nur entfernt als ein solches dienen könnte, belegt. Als sie sogar von der Parkbank, auf der sie übernachten wollten, vertrieben werden, mieten sie von einem Gauner ein Bett für die Nacht im Schaufenster eines Möbelgeschäfts. Am nächsten Morgen wachen sie vor einer Menschenmenge auf. In dieser Menge ist auch der aus Pine Ridge stammende Journalist Robert Blevins, der die beiden aus seiner Jugend kennt. Dieser versucht, den beiden einen Termin bei Marshall zu vermitteln. Er hat Marshall zwar in seiner Kolumne verspottet, liebt aber dessen Sekretärin Jane Nestor. Weiter als bis zu der Sekretärin kommen die drei aber nicht, da Marshalls Büro von Erfindern überfüllt ist.
Nachdem sie einige Sehenswürdigkeiten in Washington besichtigt haben kommen Lum und Abner wieder in den Park. Dort können sie einem Senator und einem Kongressabgeordneten wertvolle Ratschläge zur Lösung ihrer Probleme geben. Daraus entwickelt sich eine erfolgreiche Beratungsstelle für Politiker und Richter, die an einer Parkbank Schlange stehen, um Ratschläge von Lum und Abner zu bekommen. Eines Tages kommt auch Marshall mit einer Frage zu ihnen. Da sie ihn aber nicht erkennen und für diesen Zeitpunkt einen weiteren Versuch geplant haben, ihn in seinem Büro zu treffen, versuchen sie, ihn abzuwimmeln und machen sich auf den Weg. Er folgt ihnen. Erst in seinem Büro erkennen sie, wer er ist, und dass er nach Kunstgummi sucht. Marshall ist begeistert von Abners Erfindung. Er lässt die Probe in einem Labor untersuchen und setzt eine Präsentation vor Presse und Militär an, bei der Abner vorführen soll, wie einfach dieser Stoff herzustellen ist. Bei dieser Präsentation fällt Abner aber eine Statue auf den Kopf, weshalb er sein Erinnerungsvermögen verliert.
Durch die missglückte Präsentation gerät Marshall beruflich unter Druck. Er drängt auf die Wiederherstellung von Abners Erinnerungen. In der Hoffnung, dass dieser sich zu Hause besser erholen würde, fährt Marshall mit Lum und Abner nach Pine Ridge, doch Abner erkennt auch dort nichts und niemanden. Schließlich kann Marshall Lum überreden, es mit einem weiteren Schlag auf Abners Kopf zu versuchen. Dies stößt jedoch auch Schwierigkeiten, da Abner sich für einen Soldaten hält. Als Lum endlich so weit ist, trifft er beim Ausholen den ungeduldig herbeieilenden Marshall, der daraufhin bewusstlos zu Boden geht. Abner will ihm helfen, stößt dabei aber mit dem Kopf an ein Regel und gewinnt sein Erinnerungsvermögen zurück. Zu diesem Zeitpunkt kommen Robert und Jane mit der Nachricht, dass die Erfindung zwar nicht als Kunstgummi taugt, aber eine große Hilfe beim Bau von Flugzeuglandebahnen ist. Lum erhält den ehrenhaften Posten eines Dollar a Year Man und Abner wird sein Assistent – mit einem Jahresgehalt von 10.000 Dollar.

## Produktion

### Lum & Abner
Chester Lauck und Norris Goff waren mit den Figuren Lum Edwards und Abner Peabody von 1931 bis 1954 im Radio erfolgreich. Zwischen 1940 und 1946 sowie 1956 erschienen sieben Filme mit ihnen. So This Is Washington war der vierte dieser Filme. Lauck und Goff werden nicht individuell im Vorspann des Films genannt, sondern nur als Lum and Abner.

### Dreharbeiten
So This Is Washington wurde unter dem Arbeitstitel Dollar a Year Man ab dem 16. Juni bis Ende Juni 1943 gedreht. Ausstatter des Films war Hans O. Peters. Die Produktionsfirma war Jack Wm. Votion Productions.

### Zensur
Das War Department Office of Censorship verbot RKO Pictures, den Film außerhalb der Vereinigten Staaten zu zeigen, weil er Rationierungen lächerlich mache, Kongressabgeordnete und Senatore herabsetze und sich über einen hochrangigen Militärarzt lustig mache.

### Erstaufführung
Die Erstaufführung von So This Is Washington fand am 17. August 1943 in Pine Ridge, Arkansas statt. Diese Stadt hatte ihren Namen am 26. April 1936 als Reaktion auf die Radiosendungen von Lum and Abner erhalten. Da in Pine Ridge allerdings kein ausreichend großes Gebäude vorhanden war, fand die Aufführung in einem Zelt der Chautauqua Bewegung statt. Verantwortlich für den Vertrieb war RKO Pictures. Eine deutschsprachige Aufführung gab es nicht.
Am 28. September 2004 wurde So This Is Washington auf DVD veröffentlicht.

## Rezeption

### Kritiken
Zeitgenössische Kritiken fanden So This Is Washington zumeist witzig und verglichen den Film mit den ersten drei Lum and Abner Filmen. Er sei weniger nervig als diese und auch erfolgreicher. Zudem seien Drehbuch und Regie besser. Das Boxoffice Magazine klagte, dass die Figuren, die im Radio so real erschienen, im Film wie „Karikaturen“ wirken, wohingegen Photoplay meinte, Lum und Abner hätten mit „dieser satirischen Komödie über das Leben in Washington“ zu ihrem Filmstil gefunden.
Auch Hal Erickson findet, dass der Film einer der besseren der Lum and Abner Filme sei. Dem Drehbuch gelinge es zumindest, die einzelnen Abschnitte des Films besser miteinander zu verbinden als dies bei den Vorgängern der Fall war. Auch sei die Regie von Ray McCarey besser. Der Film sei sehr ein Produkt seiner Zeit und daher im 21. Jahrhundert veraltet, eher nostalgisch als witzig. Leonard Maltin sieht das ähnlich.

### Auszeichnungen
Bei der Oscarverleihung 1944 war James L. Fields in der Kategorie Bester Ton nominiert, hatte aber das Nachsehen gegen Stephen Dunn für Dies ist mein Land.